# إيفان جوكوف
إيفان بافلوفيتش جوكوف (بالروسية: Иван Павлович Жуков)، من مواليد 1889، وأُعدم بتاريخ 30 أكتوبر 1937، كان جوكوف عضواً في اللجنة المركزية المنتخبة من قبل المؤتمر السابع عشر للحزب الشيوعي لعموم الاتحاد (البلاشفة)، حصل إيفان جوكوف على وسام لينين عام 1931.